# نهى (أسطورة)
نُهَى هي الإلهة التي كانت تعبد من قبل القبائل العربية الشمالية في شبه الجزيرة العربية قبل الإسلام. ترتبط نهى مع الشمس، وتشكل جزء من ثالوث الآلهة مع رضو وعثتر سمين.

## التسمية
معنى نُهَى في اللغة العربية هو (عقول)، وهي جمع مفردها نُهْية (عَقْل)، وسُمي العقل نهية لأنه ينهى عن الأفعال القبيحة.
هناك نقش أكدي قديم من سجلات ملوك الإمبراطورية الآشورية يذكر نهى بلقب «الشمس المشرقة»، ويمكن فهم هذه الإحالة بمعنى أن نهى كانت مرتبطة بالشمس، أو بوصفها إحالة إلى لنوع خاص من الحكمة.

## العبادة
كتب ديرك لانج أن نهى شكلت جزءً من ثالوث الآلهة الذي يعبد من قبل ما يسميه اتحاد يومئيل، والذي يصفه بأنه اتحاد قبلي عربي شمالي من أصل إسماعيلي برئاسة «عشيرة قيدار». وفقاً للانج، كانت نهى إلهة الشمس، وكان رضو إله القمر، وكان عثتر سمين الإله الرئيسي مرتبطاً بالزهرة.
كما تم العثور على ثالوث من الآلهة يمثل الشمس والقمر والزهرة بين شعوب الممالك العربية الجنوبية مثل أوسان ومعين وقتبان وحضرموت بين القرنين التاسع والرابع قبل الميلاد. هناك، كان الإله المرتبط بالزهرة هو عثتر، وكان إله الشمس هو يم، وكان إله القمر يُدعى بشكل مختلف ود وعم وسيان. ولكن الباحثون المحدثون تراجعوا عن دعم فرضية الثالث الإلهي النجمي.